# 库尔西 (芒什省)
库尔西（法語：Courcy，法語發音：[kuʁsi] ⓘ）是法国芒什省的一个市镇，属于库唐斯区。

## 地理
库尔西（49°2'29"N, 1°23'35"W）面积11.45 平方千米，位于法国诺曼底大区芒什省，该省份为法国西北部沿海省份，西、北、东北三面环大西洋，东起顺时针与卡爾瓦多斯省、奧恩省、马耶讷省和伊勒-维莱讷省接壤。
与库尔西接壤的市镇（或旧市镇、城区）包括：康贝农、库唐斯、圣皮埃尔德库唐斯、尼科尔、乌维尔、贝尔瓦勒。

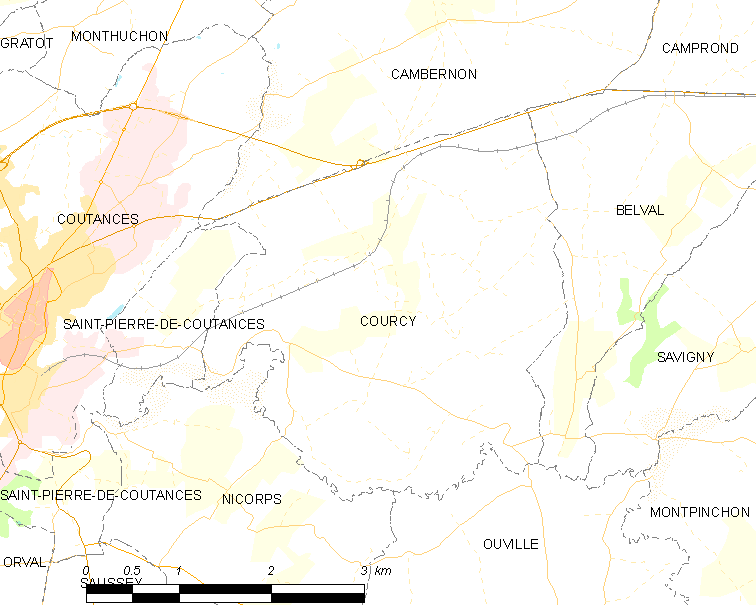
的OSM定位图

库尔西的时区为UTC+01:00、UTC+02:00（夏令时）。

## 行政
库尔西的邮政编码为50200，INSEE市镇编码为50145。

## 政治
库尔西所属的省级选区为库唐斯县。

## 人口

1962-2008年间人口变化图示

库尔西于2022年1月1日时的人口数量为623人。